# The Walking Dead: Original Soundtrack – Vol. 1
The Walking Dead: AMC Original Soundtrack, Vol. 1 é a trilha sonora oficial da série estadunidense de terror e suspense da AMC The Walking Dead lançada em 17 de março de 2013, pela Universal Republic Records.
Antes do lançamento do álbum, algumas das faixas foram lançadas como singles digitais, começando com "The Parting Glass", pelas estrelas da série Emily Kinney e Lauren Cohan em outubro de 2012. O álbum chegou ao número 54 na Billboard 200 da semana de 6 de abril.

## Recepção crítica
| Críticas profissionais | Críticas profissionais |
| Avaliações da crítica  | Avaliações da crítica  |
| Fonte                  | Avaliação              |
| ---------------------- | ---------------------- |
| Allmusic               | [ 3 ]                  |
| Artistdirect           | [ 4 ]                  |

Rick Florino do Artistdirect citou o álbum como a "melhor trilha sonora do ano" e disse que era "tudo o que deveria ser e muito mais" enquanto Heather Phares do Allmusic ficou descontente com a falta de faixas que foram compostas por Bear McCreary que aparecem na série, dizendo que "deve agradar os fãs que gostam do clima geral do show" mas que "ele não captura sua essência como uma trilha sonora de McCreary teria."

## Faixas
| N.º | Título                            | Compositor(es) | Interpretado por           | Duração |  |
| 1.  | "Lead Me Home"                    | Jamie N Commons | Jamie N Commons            | 1:57    |  |
| 2.  | "Main Título Theme" (Unkle Remix) | Steven L. Kaplan, Bear McCreary                                                                                            | Bear McCreary              | 4:23    |  |
| 3.  | "You Are the Wilderness"          | Anthony Aguiar, Kurt Allen, David Dennis, Phillip Munsey                                                                   | Voxhaul Broadcast          | 5:16    |  |
| 4.  | "Love Bug"                        | David Stark, Joe Stark, Butch Walker                                                                                       | Baby Bee                   | 2:52    |  |
| 5.  | "Warm Shadow" (Dactyl Remix)      | Fin Greenall, Tim Thornton, Guy Whittaker                                                                                  | Fink                       | 5:33    |  |
| 6.  | "Sinking Man"                     | Nanna Bryndís Hilmarsdóttir, Ragnar Þórhallsson, Brynjar Leifsson, Arnar Rósenkranz Hilmarsson, Kristján Páll Kristjánsson | Of Monsters and Men        | 2:46    |  |
| 7.  | "The Parting Glass"               | Traditional | Emily Kinney, Lauren Cohan | 2:57    |  |
| 8.  | "Running"                         | Jon Jameson, William McLaren, Matthew Vasquez, Kelly Winrich, Brandon Young                                                | Delta Spirit               | 3:12    |  |

Notas
- Faixa 1 ("Lead Me Home") é destaque no episódio "Clear", da terceira temporada[5] e no trailer da segunda parte da 3ª temporada.
- Faixa 3 ("You Are the Wilderness") é destaque no episódio "Prey", da terceira temporada.[6]
- Faixa 4 ("Love Bug") é destaque no episódio "Say the Word", da terceira temporada.[7]
- Faixa 5 ("Warm Shadow") é destaque no episódio "Arrow on the Doorpost", da terceira temporada.[8]
- Faixa 7 ("The Parting Glass") é destaque no episódio "Seed", da terceira temporada.[9]

Créditos adaptados do Allmusic.

## Histórico de lançamento
| País           | Data                | Formato          |
| -------------- | ------------------- | ---------------- |
| Estados Unidos | 17 de março de 2013 | Download digital |
| Estados Unidos | 19 de março de 2013 | CD               |

## Tabelas
| Parada (2013)                  | Melhor posição |
| ------------------------------ | -------------- |
| Estados Unidos (Billboard 200) | 54             |